# Tmarus koreanus
Tmarus koreanus är en spindelart som beskrevs av Paik 1973. Tmarus koreanus ingår i släktet Tmarus och familjen krabbspindlar. Inga underarter finns listade i Catalogue of Life.